# Nannastacus pardus
Nannastacus pardus är en kräftdjursart som beskrevs av William Thomas Calman 1905. Nannastacus pardus ingår i släktet Nannastacus och familjen Nannastacidae. Inga underarter finns listade i Catalogue of Life.